# Ljubomir Davidović
Ljubomir Davidović, född 24 december 1863, död 19 februari 1940, var en jugoslavisk politiker.
Davidović invaldes 1901 i Serbiens parlament, och bildade 1902 tillsammans med Ljubomir Stojanović den så kallade självständiga radikala gruppen, och trädde i viss opposition mot Nikola Pašićs moderatradikala grupp. 1904 blev han undervisningsminister och 1905 president för skupštinan. 1914 blev han undervisningsminister i Pašićs koalitionsministär. Davidović utträdde 1917 och blev 1919 ledare för det nybildade, mot Pašićs oppositionella demokratiska parti. Från augusti 1919 till februari 1920 och i juli-oktober 1924 var Davidović jugoslavisk premiärminister. Februari 1928 gav han genom att i samråd med Stjepan Radić störta Velimir Vukićevićs radikal-demokratiska koalitionsministär upphov till en sprängning av det demokratiska partiet.